# Thomas Starlinger

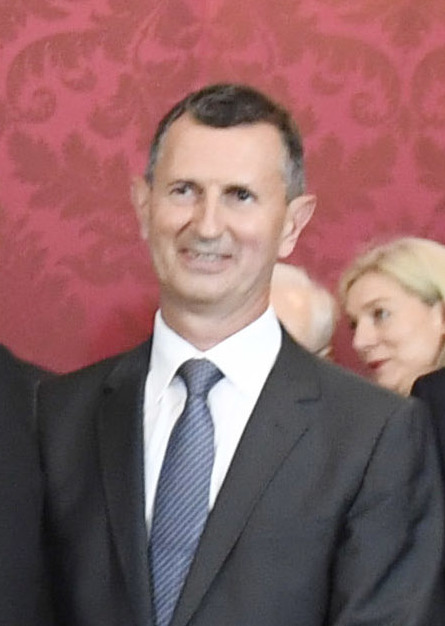
Thomas Starlinger (2019)

Thomas Starlinger (* 27. Jänner 1963 in Gmunden) ist ein österreichischer Offizier und Politiker. Vom 3. Juni 2019 bis zum 7. Jänner 2020 war er Bundesminister für Landesverteidigung.

## Militärische Laufbahn

### Ausbildung und erste Verwendungen
Starlinger trat 1981 in das österreichische Bundesheer ein und absolvierte seine Ausbildung zum Offizier an der Theresianischen Militärakademie in Wiener Neustadt. 1985 bis 1993 war er im damaligen Landwehrstammregiment 43 in Oberösterreich Ausbildungsoffizier, Kompaniekommandant sowie Leiter Personalwesen und Öffentlichkeitsarbeit.
Seinen ersten Auslandseinsatz absolvierte er 1987 als Fernmeldeoffizier im österreichischen Bataillon der UNDOF in Syrien. Weitere Auslandseinsätze führten ihn 1991 als Bauleiter und Verbindungsoffizier des österreichischen Feldspitals im Rahmen von UNIIMOG in den Iran, 1993 als UN-Beobachteroffizier beim britischen Kontingent nach Zypern (UNFICYP) sowie 1994 als UN-Beobachteroffizier nach Tadschikistan (UNMOT).
Von 1995 bis 1997 war er als Leiter der Öffentlichkeitsarbeit und Hauptlehroffizier für politische Bildung an der Heeres-Unteroffiziersakademie in Enns tätig.

### Dienst als Generalstabsoffizier
Nach Absolvierung des 15. Generalstabslehrganges von 1997 bis 2000 war Starlinger zunächst für knapp ein halbes Jahr beim Militärkommando Kärnten für Ausbildung und Einsatzführung zuständig. Danach war er als Chef des Stabes und stellvertretender Brigadekommandant bei der 7. Jägerbrigade in Klagenfurt eingesetzt.
Von 2003 bis 2005 war Starlinger im Militärstab der Europäischen Union leitender Projektoffizier und im Anschluss bis 2007 in der neu aufgestellten Europäischen Verteidigungsagentur.
Im Dezember 2007 wurde Starlinger durch den österreichischen Bundesminister für Landesverteidigung zum Kommandanten der 7. Jägerbrigade mit sechs Bataillonen und insgesamt 3.200 Soldaten bestellt.
Von November 2008 bis Mai 2009 übernahm Starlinger das Kommando der Multinationalen Task Force South (MNTF S) der Kosovo-Schutztruppe KFOR mit 3500 Soldaten aus Bulgarien, Deutschland, Österreich, Schweiz und Türkei. Gemeinsam mit dem deutschen Kontingentführer, Brigadegeneral Harald Fugger, intensivierte er während dieser Zeit die Zusammenarbeit staatlicher und nicht-staatlicher Organisationen beim Wiederaufbau des Kosovo.
Im Dezember 2012 übernahm Starlinger die Aufgaben als Stellvertreter Chef des Stabes Unterstützung des Kommando Operative Führung Eingreifkräfte (seit Juli 2013 Multinationales Kommando Operative Führung) in Ulm als Nachfolger von Brigadier Karl Pronhagl, um im Juli 2013 die Position des Stellvertreters Chef des Stabes Operationen zu übernehmen.

## Dienst als politischer Berater und Minister
2017 wurde Generalmajor Starlinger, der als Befürworter eines Berufsheeres gilt, Adjutant des neu gewählten Bundespräsidenten Alexander Van der Bellen.

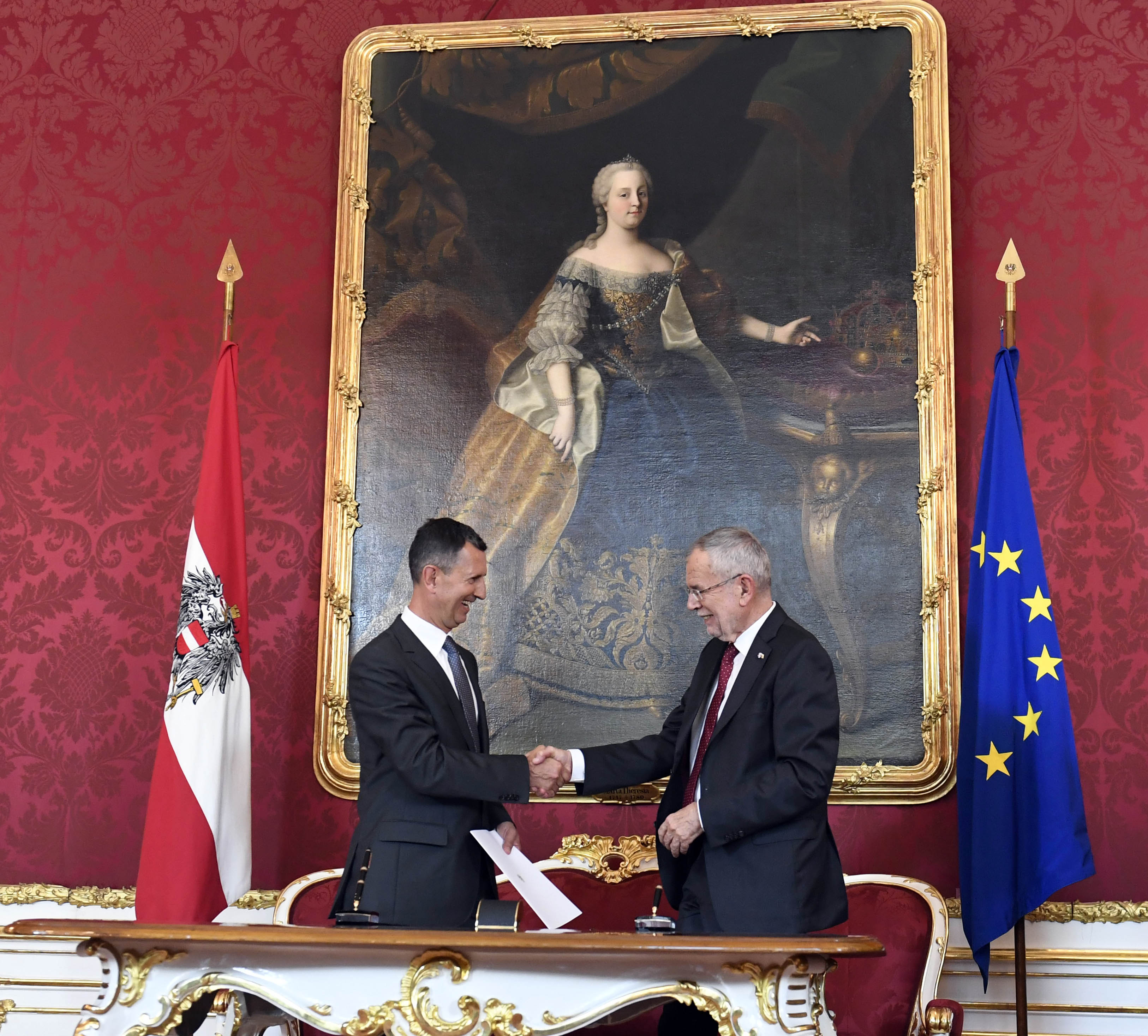
Thomas Starlinger (links) bei der Angelobung mit Bundespräsident Alexander Van der Bellen (2019)

Am 3. Juni 2019 wurde Starlinger zum Bundesminister für Landesverteidigung in der Bundesregierung Bierlein ernannt. In seiner Zeit als Minister wurde der Zustandsbericht „Unser Heer 2030“ verfasst. Am 7. Jänner 2020 übergab er sein Amt an seine Nachfolgerin Klaudia Tanner.
2023 übernahm er als Nachfolger von Generalleutnant Franz Leitgeb die Leitungsfunktion der Militärvertretung Österreichs in Brüssel auf 5 Jahre.
Zum 1. April 2025 wurde Thomas Starlinger als sicherheitspolitischer Berater der österreichischen Außenministerin Beate Meinl-Reisinger in das BMEIA berufen und als solcher Vertreter in der 23-köpfigen Wehrdienstkommission 2025 zur Weiterentwicklung des Wehr- und Zivildienstes und zur Milizrekrutierung.

## Auszeichnungen und Ehrenzeichen
- Großes Ehrenzeichen für Verdienste um die Republik Österreich
- Deutsche Einsatzmedaille für Balkan
- Einsatzmedaillen für UNDOF, UNFICYP, UNMOT, KFOR
- Österreichisches Wehrdienstzeichen 1. Klasse
- Österreichische Wehrdienstmedaille in Bronze
- Verdienstzeichen des Österreichischen Roten Kreuzes (Einsatz IRAN)
- Verdienstzeichen des Landes Oberösterreich

## Veröffentlichungen
- Thomas Starlinger: Operationalisierung des Comprehensive Approach in Responsibility to Protect (R2P), Innsbrucker Universitätsverlag, 2012, ISBN 978-3-902719-77-5